# Jonathan López (calciatore 1988)
Jonathan Winibakcer López Mejicanos (Città del Guatemala, 10 maggio 1988) è un calciatore guatemalteco, centrocampista del Deportivo Malacateco e della Nazionale guatemalteca.

## Caratteristiche tecniche
È un'ala destra.

## Carriera

### Club
Comincia a giocare nel Deportivo Malacateco. Nel 2008 viene acquistato dal Deportivo Marquense, in cui milita fino al 2013. Nel 2013 si trasferisce al CSD Municipal. Nell'estate 2014 passa all'Antigua GFC. Nella sessione invernale del calciomercato si trasferisce allo Xelajú MC. Nell'estate 2015 viene ceduto al Deportivo Marquense. Nel 2016 viene acquistato dal Deportivo Malacateco.

### Nazionale
Debutta in Nazionale il 7 settembre 2010, nell'amichevole Giappone-Guatemala (2-1). Partecipa, con la Nazionale, alla Gold Cup 2011 e alla Gold Cup 2013.